# And Their Name Was Treason
And Their Name Was Treason es el álbum de debut del grupo A Day to Remember, lanzado el 10 de mayo de 2005 a través del sello discográfico Indianola Records. Este álbum siguió al segundo EP Halos for Heros, Dirt for the Dead, que fue producido el mismo año. And Their Name Was Treason es el único lanzamiento del grupo con Indianola Records y su éxito llevó al grupo a firmar con el sello discográfico Victory Records.
Varias canciones del álbum fueron escritas durante la adolescencia de los miembros de la banda y fue grabado en el dormitorio del productor y contiene extractos de audio de varias películas: "Intro" presenta una muestra de audio de la película Donnie Darko, "1958" presenta una muestra de audio de la película The Boondock Saints y "Sound the Alarm" presenta una muestra de audio de la película Shaun of the Dead. 
La canción "1958" fue escrita sobre el baterista Brandon Roberts quién dejó la banda antes de ser firmados para el sello Indianola Records. Los números "1958" fueron los últimos cuatro dígitos de su número de teléfono celular. 
El grupo realizó una gira por Estados Unidos para ayudar en la promoción del álbum que ha vendido desde entonces más de 10.000 copias. Una versión remezclada del álbum y titulada Old Record fue lanzada el 28 de octubre del 2008 a través de Victory Records. Los miembros del grupo admitieron posteriormente que se vieron obligados a volver a realizar la grabación del álbum a petición de Tony Brummel, propietario de la discográfica y que sólo les dieron dos días para hacerlo, lo que les llevó a grabar únicamente los temas instrumentales y dejar las voces como estaban en el álbum original. La reedición del álbum se colocó en el número 16 de Heatseekers Album Chart en los Estados Unidos.

## Información general
A Day to Remember se formó cuando el guitarrista Tom Denney preguntó a Jeremy McKinnon si quería unirse a la banda como vocalista. La pareja se juntaba con el batería Bobby Scruggs, que más tarde se unió a la banda. Durante este período de tiempo Tom Denney y Bobby Scruggs eran miembros de la banda 2 Days 2 Late y Jeremy McKinnon era miembro de la banda All for Nothing. El trío escribió una canción que, según Jeremy McKinnon, "era mejor que todo lo que nuestras otras bandas habían compuesto". Poco después, los tres decidieron formar un grupo que se llamó End of An Era en su primera semana de existencia. El nombre estaba inspirado en un listado de películas de una guía de televisión encontrada en la casa de Tom Denney. Odiaban el nombre y un día decidieron utilizar el nombre de A Day to Remember, nombre de la antigua banda de su nuevo batería, en su lugar.

## Listado de canciones
Todas las canciones escritas por A Day to Remember.
| N.º | Título                                                | Duración |  |
| 1.  | «"Intro"»                                             | 0:42     |  |
| 2.  | «"Heartless"»                                         | 2:46     |  |
| 3.  | «"Your Way with Words Is Through Silence"»            | 3:54     |  |
| 4.  | «"A Second Glance"»                                   | 2:53     |  |
| 5.  | «"Casablanca Sucked Anyways"»                         | 2:57     |  |
| 6.  | «"You Should Have Killed Me When You Had the Chance"» | 3:34     |  |
| 7.  | «"If Looks Could Kill"»                               | 3:18     |  |
| 8.  | «"You Had Me at Hello"»                               | 4:29     |  |
| 9.  | «"1958"»                                              | 4:29     |  |
| 10. | «"Sound the Alarm"»                                   | 1:49     |  |

## Listado de canciones deOld Record
| N.º | Título                                            | Duración |  |
| 1.  | «"Intro '05"»                                     | 0:35     |  |
| 2.  | «"Heart Less"»                                    | 2:53     |  |
| 3.  | «"A 2nd Glance"»                                  | 2:54     |  |
| 4.  | «"Nineteen Fifty Eight"»                          | 4:38     |  |
| 5.  | «"If Looks Could Kill..."»                        | 3:18     |  |
| 6.  | «"U Had Me @ Hello"»                              | 4:35     |  |
| 7.  | «"Casablanca Sucked Anyways"»                     | 2:57     |  |
| 8.  | «"U Should Have Killed Me When U Had the Chance"» | 3:34     |  |
| 9.  | «"Your Way With Words Is Through Silence!"»       | 3:55     |  |
| 10. | «"Sound the Alarm v.2.0"»                         | 1:49     |  |

## Personal
Créditos adaptdos de la información del álbum.
|  | A Day to Remember - Bobby Scruggs – batería. - Jeremy McKinnon – voz. - Joshua Woodard – bajo eléctrico. - Neil Westfall – guitarra rítmica. - Tom Denney – guitarra líder. | Producción - Andrew Wade – Ingeniería, producción, mezcla y masterización. - Bootcore Granfix – Portada. | Old Record production - Andrew Wade – Ingeniería, producción, mezcla y masterización. - Mike C. Hardcore – Ilustración - Marianne Harris – Fotografía - Doublej – Diseño del CD. |